# Sonderothamnus speciosus
Sonderothamnus speciosus är en tvåhjärtbladig växtart som först beskrevs av Otto Wilhelm Sonder, och fick sitt nu gällande namn av Dahlgr.. Sonderothamnus speciosus ingår i släktet Sonderothamnus och familjen Penaeaceae. Inga underarter finns listade i Catalogue of Life.